# Saint-Beauzély
Saint-Beauzély (okcitansko Sent Bausèli) je naselje in občina v južnem francoskem departmaju Aveyron regije Jug-Pireneji. Leta 1999 je naselje imelo 525 prebivalcev.

## Geografija
Kraj leži v pokrajini Rouergue ob reki Muze znotraj naravnega regijskega parka Grand Causses, 16 km severozahodno od Millaua.

## Uprava
Saint-Beauzély je sedež istoimenskega kantona, v katerega so poleg njegove vključene še občine Castelnau-Pégayrols, Montjaux, Verrières in Viala-du-Tarn z 2.062 prebivalci.
Kanton Saint-Beauzély je sestavni del okrožja Millau.

## Zanimivosti
- dvorec chateau de Saint Beauzély - Musée du Rouergue (muzej kamnoseštva in pokrajinskega življenja),
- cerkev église de Saint Beauzély.